# Levon Ter-Petrosjan

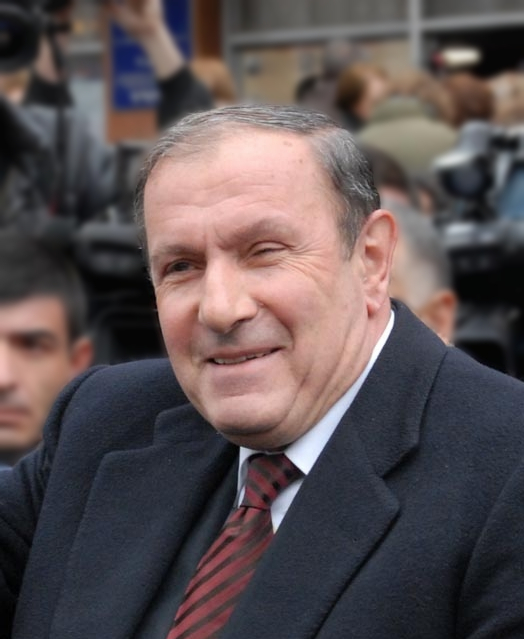
Levon Ter-Petrosjan

Levon Ter-Petrosjan (Armeens: Լևոն Հակոբի Տեր-Պետրոսյան, Levon Ter-Petrosyan) (Aleppo, 9 januari 1945) was president van Armenië van 1991 tot zijn aftreden op 3 februari 1998. Hij werd geboren in Aleppo in Syrië, maar zijn familie emigreerde naar Armenië in 1946. Toen zijn land in 1991 onafhankelijk werd van de Sovjet-Unie werd Ter-Petrosjan de eerste president. In 1998 werd hij opgevolgd door Robert Kotsjarjan.